# Thomisus albohirtus
Thomisus albohirtus là một loài nhện trong họ Thomisidae.
Loài này thuộc chi Thomisus. Thomisus albohirtus được Eugène Simon miêu tả năm 1884.